# Arsenoveszelyita
L'arsenoveszelyita és un mineral de la classe dels fosfats.

## Característiques
L'arsenoveszelyita és un arsenat de fórmula química Cu₂Zn(AsO₄)(OH)₃(H₂O)₂. Va ser aprovada com a espècie vàlida per l'Associació Mineralògica Internacional l'any 2022, i encara resta pendent de publicació. Cristal·litza en el sistema monoclínic.
Les mostres que van servir per a determinar l'espècie, el que es coneix com a material tipus, es troben conservades a la col·lecció mineralògica del Museu Geològic de la Xina, a Beijing (República Popular de la Xina), amb el número de catàleg: m16126, i al laboratori d'estructura cristal·lina de l'institut de recerca científica de la Universitat de Geociències de la Xina, a Beijing, amb el número de catàleg: dc-3.

## Formació i jaciments
Va ser descoberta a la mina de plom i zinc de Sanguozhuang, al districte de Dongchuan del municipi de Kunming (Yunnan, República Popular de la Xina). Aquesta mina xinesa és l'únic indret de tot el planeta on ha estat descrita aquesta espècie mineral.